# Aname blackdownensis
Espèce
Aname blackdownensis est une espèce d'araignées mygalomorphes de la famille des Anamidae.

## Distribution
Cette espèce est endémique du Queensland en Australie. Elle se rencontre sur le plateau Blackdown d'Emerald à Rockhampton.

## Description
La carapace de la femelle holotype mesure 7,25 mm de long sur 5,50 mm et l'abdomen 8,75 mm de long sur 5,00 mm.
Le mâle décrit par Wilson, Harvey, Simmons et Rix en 2025 mesure 14,49 mm et la femelle 18,53 mm.

## Systématique et taxinomie
Cette espèce a été décrite par Raven en 1985.

## Étymologie
Son nom d'espèce, composé de blackdown et du suffixe latin -ensis, « qui vit dans, qui habite », lui a été donné en référence au lieu de sa découverte, le plateau Blackdown.

## Publication originale
- Raven, 1985 : « A revision of the Aname pallida species-group in northern Australia. » Australian Journal of Zoology, vol. 33, no 3, p. 377-409.